# Bijela (Sirač)
Bijela is een plaats in de gemeente Sirač in de Kroatische provincie Bjelovar-Bilogora. De plaats telt 76 inwoners (2001).